# Christa Belting-Ihm
Christa Belting-Ihm (* 1927 als Christa Ihm) ist eine deutsche Kunsthistorikerin.

## Leben und Leistungen
Christina Ihm wurde im Februar 1956 an der Universität Mainz bei Friedrich Gerke promoviert, das Thema ihrer 1955 eingereichten Dissertation war Die Programme der christlichen Apsismalerei vom vierten Jahrhundert bis zur Mitte des achten Jahrhunderts. Für die Arbeit bekam sie das Reisestipendium des Deutschen Archäologischen Instituts zugesprochen. Nachdem dies zuvor seit 1908 erst sechs Frauen seit der Einführung 1859 erhalten hatten und mit Erika Simon erst eine Frau nach dem Zweiten Weltkrieg, erhielten es 1956 neben Ihm mit Ilse Kleemann und Ingeborg Scheibler erstmals mehrere Frauen in einem Jahr.
Ihm war mit dem Kunsthistoriker Hans Belting (1935–2023) verheiratet, mit dem sie an der Mainzer Universität studiert hatte und mit dem sie auch gelegentlich gemeinsam forschte. Das Ehepaar stiftete seine umfangreiche Sammlung von Literatur zur mittelalterlicher Kunst und Geschichte der Philosophische Fakultät der Masaryk-Universität in Brünn, wo diese unter dem Namen Knihovna Hanse Beltinga (Hans-Belting-Bibliothek) 2015 eröffnet wurde.
Belting-Ihm forschte insbesondere zur christlich-religiösen Kunst der Spätantike und des Mittelalters. Mit ihrer Dissertation wie sie sich als profunde Kennerin der spätantik-frühmittelalterlichen Wandmalerei aus. Die Arbeit erwies sich als so nachhaltig, dass sie nach mehr als 30 Jahren erneut aufgelegt wurde. Ihre Forschungen zur Vorgeschichte der Schutzmantelmadonna konnten erweisen, dass es nicht wie bis dahin angenommen eine alleinige Herleitung des Motivs aus altrömischen Traditionen (so in der Martinslegende oder beim rettenden Mantel des Heiligen Benedikt) gab, sondern diese auch eine zweite, jüngere, Traditionslinie besitzt, die aus der byzantinischen Kunst stammte, die seit den Kreuzzügen wieder größeren Einfluss auf Europa ausübte. Belting-Ihm verfasste unter anderem Beiträge für das Lexikon des Mittelalters, das Lexikon für Theologie und Kirche und das Reallexikon für Antike und Christentum. Für den dritten Band Byzanz und der christliche Osten der Propyläen Kunstgeschichte übersetzte sie den Beitrag von Jacqueline Lafontaine-Dosogne.

## Schriften
- Die Programme der christlichen Apsismalerei vom vierten Jahrhundert bis zur Mitte des achten Jahrhunderts (= Forschungen zur Kunstgeschichte und christlichen Archäologie. Band 4). Steiner, Wiesbaden 1960.
  - 2., durchgesehene und durch Zusätze erweiterte Auflage: Steiner, Stuttgart 1992, ISBN 3-515-06247-5.
- „Sub matris tutela“. Untersuchungen zur Vorgeschichte der Schutzmantelmadonna (= Abhandlungen der Heidelberger Akademie der Wissenschaften, Philosophisch-Historische Klasse. Jahrgang 1976, Abhandlung 3). Winter, Heidelberg 1976, ISBN 3-533-02491-1.